# Milorad Medini
Milorad Medini (Dubrovnik, 1874. – 1938.) je bio hrvatski filozof, književni povjesničar, publicist, novinar i političar.

## Životopis
Studirao je u Beču, gdje je završio studij filozofije. Radio je kao srednjoškolski profesor. Posao je našao u Dubrovniku i Splitu, gdje je radio u gimnazijama. Zbog svojih političkih stavova umirovljen je 1905. godine. 
Ondašnji je izborni sustav bio takav da su trgovačko-obrtničke komore davale svoje zastupnike u Dalmatinski sabor, pa ga je tako dubrovačka komora poslala u ondje 1908. godine. Ondje je bio voditeljem financijsko-gospodarskog referata u Zemaljskom odboru u kojem je radio sve do upravne reorganizacije Kraljevine SHS 1921. godine. Osim toga, bio je tajnikom dubrovačke trgovačko-obrtničke komore. Rujna te iste 1908. je postao tajnikom Samostalne organizacije Hrvatske stranke, dok je Pero Čingrija bio predsjednikom a Roko Arneri potpredsjednikom. To je bila organizacija koja je okupila većinu bivših pristaša Hrvatske stranke iz dubrovačkog i korčulanskog kotara. Radilo se o organizaciji koja je suprotstavila se novoj struji u Hrvatskoj stranci, zagađenu austrofilstvom zbog masovnog priljeva članstva Narodne hrvatske stranke. Odvajanje ove skupine je bio jednim od razloga sloma politike novog kursa u Dalmaciji.
Bio je velikim poznavateljem europskih jezika i literature. Pratio je svjetska politička zbivanja, od čega valja istaknuti praćenje problema Habsburške Monarhije i susjednog Balkana. Kao i Milan Marjanović, pripadao je kulturno-političkom krugu obojenog stavovima Pere Čingrije.
Uređivao je i izdavao list Crvenu Hrvatsku od 1907. do 1910. godine, razdoblja koje je obilježila aneksijska kriza.
Napisao je djela:
- Dubrovačke poklade u 16. i 17. vijeku i Čubranovićevi nasljednici (gimnazijski školski program), 1898.
- Dubrovnik Gučetića*Povijest hrvatske književnosti u Dalmaciji i Dubrovniku, naklada Matice hrvatske, 1902.
- Prvi dubrovački pjesnici i zbornik Nikole Ranjine, 1903.
- Povjest hrvatske književnosti u Dalmaciji i Dubrovniku, 1903.
- Pjesme Mavra Vetranića i Marina Držića (prilozi za poznavanje starije dubrovačke književnosti), 1909.
- O postanku i razvitku kmetskih i težačkih odnošaja u Dalmaciji, 1920.
- Dubrovnik u borbi za svoj razvitak, 1934.
- Starine dubrovačke, 1935.

Priredio je za tisak:
- Iz pjesama Paše Antuna Kazalija, naklada Dubrovačke hrvatske tiskare, 1903.

## Vanjske poveznice
- [neaktivna poveznica] Slika Milorada Medinija
- Medini, Milorad ÖBL 1815-1950, sv. 6 (Lfg. 27, 1974.), str. 185 (nje.)
- Povjest hrvatske književnosti u Dalmaciji i Dubrovniku